# Nicola Murru
Nicola Murru (né le 16 décembre 1994 à Cagliari) est un footballeur italien qui joue au poste de défenseur.

## Biographie
Nicola Murru est né le 16 décembre 1994 à Cagliari. C'est dans le club de sa ville natale, le Cagliari Calcio qu'il fait ses débuts à tout juste 17 ans, lors d'un match perdu 2-0 contre le Chievo Verone le 17 décembre 2011. Il s'installe progressivement dans l'équipe première au poste d'arrière gauche.
C'est en juillet 2017 qu'il rejoint la Sampdoria pour la somme de 7 millions d'euros.